# Баксанська ущелина

Баксанська ущелина. Готель АЗАУ. 1980-і роки.

Баксанська ущелина — одна з найбільш відомих ущелин Північного Кавказу,  Кабардино-Балкарія. Назву ущелина отримала від річки, яка по ній протікає — Баксан. Ущелина веде до підніжжя гори Ельбрус. На початку ущелини — м. Тирниауз. У верхів’ї ущелини — с. Терскол.
Баксанська ущелина перетинає Бічний Кавказький хребет, складений темними кристалічними породами. 
Шлях до ущелини проходить спочатку по слабко заліснених місцевостях — Пасовищному і Скелястому хребтах через селища Жанхотеко, Лашкути.
За містом Тирниауз ущелина вкрита сосновим лісом. 
З Баксанської ущелини можна потрапити в мальовничу ущелину Адир-Су, яка впирається в Головний (Вододільний) Кавказький хребет з вершинами гір Уллу-Тау-Чана (4203 м), Чегет-Тау-Чана (4100 м) та ін. 
З Баксанської ущелини йде шлях до красивих ущелин Адил-Су, Ірик, Іткол, Юсенгі, Донгуз-Орун, Терскол та ін. 